# Veltlínské červenobílé
Veltlínské červenobílé (zkratka Včb, název dle VIVC Veltliner Rotweiss) je stará moštová odrůda révy vinné (Vitis vinifera), která pravděpodobně vznikla spontánním křížením odrůd Veltlínské červené a Gouais blanc (Heunisch)).

## Popis
Réva vinná (Vitis vinifera) odrůda Veltlínské červenobílé je jednodomá dřevitá pnoucí liána dorůstající v kultuře až několika metrů. Kmen tloušťky až několik centimetrů je pokryt světlou borkou, která se loupe v pruzích. Úponky umožňují této rostlině pnout se po tvrdých předmětech. Růst je středně bujný až bujný.
List je středně velký až velký, pětilaločnatý s hlubokými horními i dolními výkroji, čepel listu je zvlněná, síťovitě vrásčitá, spodní strana listu je plstnatá, s obrvenou nervaturou. Řapíkový výkroj je lyrovitý, úzce otevřený. Řapík listu je středně dlouhý, narůžovělý až červenohnědý, stejně jako žilnatina listu.
Oboupohlavní pětičetné květy v hroznovitých květenstvích jsou žlutozelené, samosprašné. Plodem je středně velká, kulatá bobule zelenožluté barvy, na osluněných líčkách lehce růžová, při přezrátí až šedorůžová. Bobule se vybarvují každý rok jinak, někdy jsou světlezelené a červenají až v době zralosti, jindy červenají již v době zaměkání nebo jsou v hroznu i bobule bílé i červené. Slupka je pevná, ojíněná, dužina je středně pevná, masitá až šťavnatá, sladké, neutrální chuti. Hrozen je středně velký až velký (139 g), kuželovitý, hustý.

## Původ a rozšíření
Veltlínské červenobílé je stará moštová odrůda vinné révy (Vitis vinifera), pěstovaná ve střední Evropě. Odrůda byla dříve považována za mutaci odrůdy Veltlínské červené, dle novějších výzkumů pravděpodobně vznikla spontánním křížením odrůd Veltlínské červené a Gouais Blanc (Heunisch). Pochází dle všeho z oblasti Dolního Rakouska, kde se dodnes pěstuje, z menších ploch ji známe i ze Slovenska, z Maďarska, z Chorvatska, ze severní Itálie a z oblasti Balkánu.
Ve Státní odrůdové knize České republiky není odrůda zapsána. Vinařský zákon sice povoluje vyrábět víno v kategorii zemských vín z této odrůdy podle vyhlášky č. 323/2004 Sb. i po novele vyhláškou č. 28/2010 Sb., ale odrůda je pěstována pouze velmi vzácně na Moravě.

## Příbuzné odrůdy
Odrůdy Veltlínské červené rané, lidově zvané „Večerka“, Veltlínské červené a Veltlínské červenobílé jsou nejen příbuzné, ale často i navzájem zaměňované odrůdy. Dále lze na vinicích objevit velmi vzácně ještě odrůdy Veltlínské hnědé a Veltlínské šedé, obě jsou pravděpodobně mutacemi odrůdy Veltlínské červené. Další, v katalogu VIVC uvedená odrůda Veltliner Weiss je patrně identická s odr. Veltlínské červenobílé.
Do rodiny těchto odrůd nepatří odrůda Veltlínské zelené, dříve považovaná za mutaci odrůdy Veltlínské červené, tato odrůda vznikla dle genetických výzkumů, publikovaných roku 2007, spontánním křížením odrůd Tramín a St. Georgen.

## Název
Název „Veltlínské“ je odvozen od názvu severoitalského alpského údolí Valtellina (francouzsky Valteline, německy Veltlin) v Lombardii, poblíž hranic se Švýcarskem. Podle některých hypotéz by odsud měla pocházet odrůda Veltlínské červené.
Další, lokálně používaná synonyma odrůdy Veltlínské červenobílé jsou : Blasser Veltliner, Červenobílý Muškatel, Muscatel Červenobílý, Piros Fehér, P. F. Veltelini, Ranfolina, Rotweisser, R. Veltliner, Revola Červenobílá, Rybola Červenobílá, Silberweiss, Todträger, Valtelin Rouge-Blanc, Veltlini Piros Fehér.

## Pěstování
Odrůda raší i kvetě středně pozdně, dozrává též středně pozdně, začátkem října. Plodnost je vysoká, 10-14 t/ha při cukernatosti 16-24 °NM a aciditě 6-10 g/l, výnosy ale velmi závisí na počasí v době květu. Hodí se pro většinu vedení, snáší dobře i krátký řez, doporučené podnože jsou SO-4, Cr 2, T 5C, 125 AA. Vyžaduje teplé a slunné polohy, není příliš náročná na půdu, nejvhodnější však jsou půdy hlubší a úrodné, prospívá jí vyšší obsah vápníku. Dobře snáší sucho.

### Choroby a škůdci
Odolnost vůči houbovým chorobám je obecně průměrná, odrůda je citlivá vůči plísni révové (Plasmopara viticola) i vůči jarním mrazům, netrpí padlím révovým (Uncinula necator). Je velmi citlivá na zimní mráz, je napadána obalečem.

## Víno
Vína z neregulované sklizně byla řídká, nebyla také příliš ceněná a odrůda se pěstovala víceméně kvůli svým vysokým výnosům. Vína ze silně redukované sklizně jsou příjemně harmonická, středně plná, jemně kořenitá, typově upomínající na vína Veltlínského zeleného, nicméně jejich kvalit nedosahují. Typické odrůdové víno je zelenožluté až žluté barvy, lehké, neutrální vůně a málo výrazné chuti. Vhodnost k archivaci je malá. Víno je vhodné k běžné denní stravě a ke svačinám. Odrůda by byla vhodná pro výrobu nealkoholických šťáv.

### Multimédia
- Ing. Radek Sotolář : Multimediální atlas podnožových, moštových a stolních odrůd révy, Mendelova zemědělská a lesnická universita Brno, zahradnická fakulta v Lednici
- Martin Šimek : Encyklopédie všemožnejch odrůd révy vinné z celýho světa s přihlédnutím k těm, co již ouplně vymizely, 2008-2012